# Lost Highway: The Concert
Lost Highway: The Concert – wideo zawierające koncert zespołu Bon Jovi, który miał miejsce w Chicago, Illinois w 2007. W czasie koncertu zagrano wszystkie utwory z albumu Lost Highway (2007). 
Skrzypaczka Lorenza Ponce dodała wokal wspierający w dwóch utworach - "Seat Next To You" i "Till We Ain't Strangers Anymore". W piosence "Any Other Day" solo gitarowe zagrali: Bobby Bandiera (gitara rytmiczna), Kurt Johnston (gitara hawajska), Lorenza Ponce (skrzypce), David Bryan (keyboard), zaś finał zagrał Richie Sambora. Utwór jako całość trwa ponad dziewięć minut.

## Spis utworów
Sporządzono na podstawie materiału źródłowego.
1. "Lost Highway"
2. "Summertime"
3. "(You Want To) Make A Memory"
4. "Whole Lot of Leavin’"
5. "We Got It Going On"
6. "Any Other Day"
7. "Seat Next To You"
8. "Everybody's Broken"
9. "Till We Ain't Strangers Anymore"
10. "The Last Night"
11. "One Step Closer"
12. "I Love This Town"
13. "It’s My Life"
14. "Wanted Dead or Alive"
15. "Who Says You Can’t Go Home"

## Twórcy
Bon Jovi
- Jon Bon Jovi (śpiew, gitara akustyczna, harmonijka ustna)
- Richie Sambora (gitara, wokal wspierający)
- Hugh McDonald (gitara basowa, wokal wspierający
- Tico Torres (perkusja, instrumenty perkusyjne)
- David Bryan (keyboard, pianino, wokal wspierający

Dodatkowi muzycy
- Bobby Bandiera (gitara rytmiczna, wokal wspierający)
- Lorenza Ponce (skrzypce, wokal wspierający)
- Kurt Johnston (gitara hawajska, wokal wspierający)